# ولید السباعی
ولید السباعی (انگلیسی: Walid Al Sbaay؛ زادهٔ ۲۸ مارس ۱۹۸۳) بازیکن فوتبال اهل لیبی است.
از باشگاه‌هایی که در آن بازی کرده‌است می‌توان به باشگاه ورزشی النجمه لبنان اشاره کرد.
وی همچنین در تیم ملی فوتبال لیبی بازی کرده‌است.